# Мил Крик (Пенсилванија)
Мил Крик (енгл. Mill Creek) град је у америчкој савезној држави Пенсилванија.

## Демографија
По попису из 2010. године број становника је 328, што је 23 (-6,6%) становника мање него 2000. године.
| Група             | 2000.       | 2010.       |
| Белци             | 348 (99,1%) | 321 (97,9%) |
| Афроамериканци    | 1 (0,3%)    | 1 (0,3%)    |
| Азијати           | 0 (0,0%)    | 3 (0,9%)    |
| Хиспаноамериканци | 0 (0,0%)    | 0 (0,0%)    |
| Укупно            | 351         | 328         |